# Phil Klay

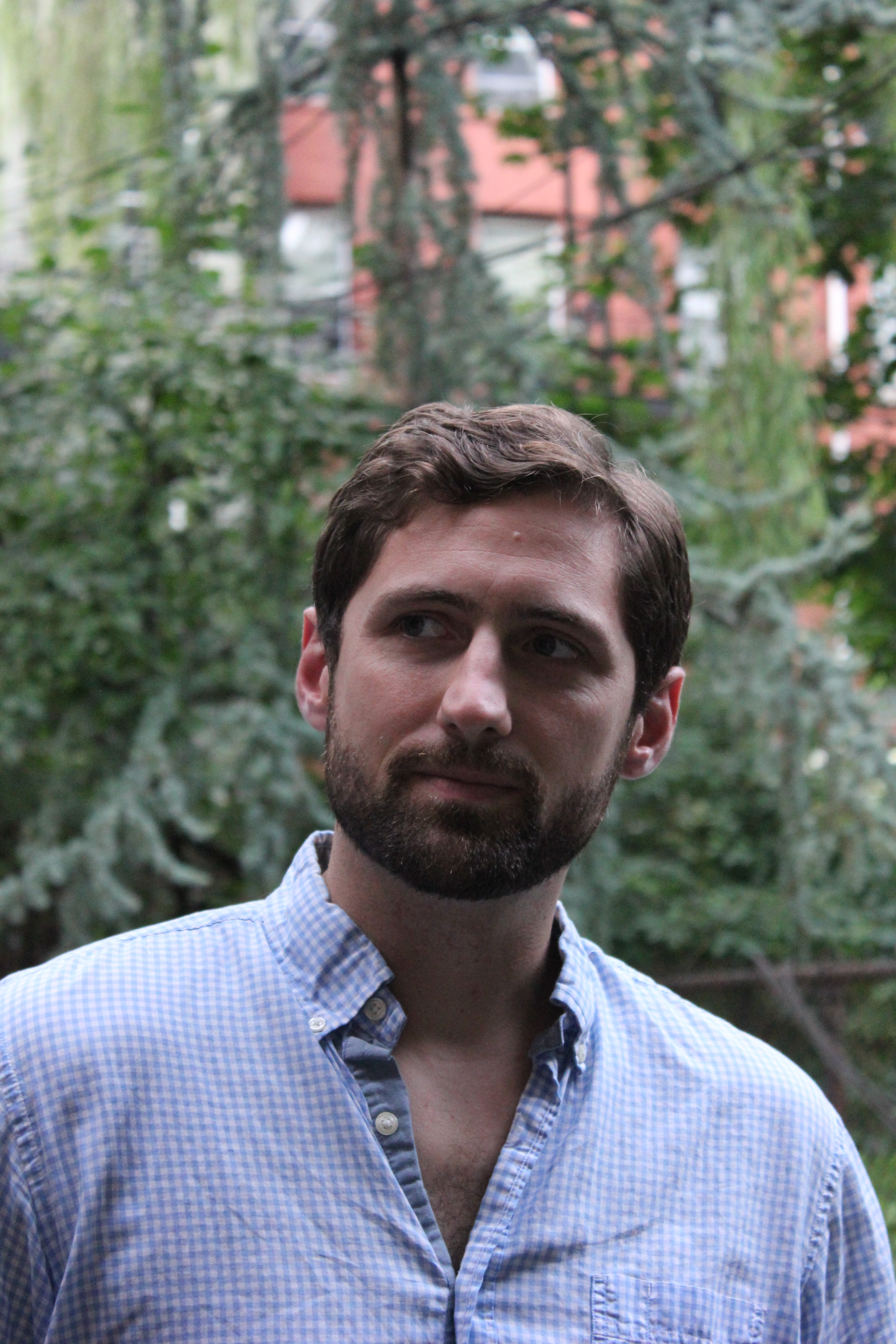
Phil Klay (2014)

Phil Klay (* 1983 in White Plains, NY) ist ein US-amerikanischer Schriftsteller und ehemaliger Soldat des U.S. Marine Corps. Seine Story-Sammlung Redeployment wurde von der amerikanischen Presse gelobt, in zehn Sprachen übersetzt, stand auf der New-York-Times-Bestsellerliste und erhielt den National Book Award 2014 in der Sparte Fiction und den W.Y. Boyd Literary Award for Excellence in Military Fiction 2015.

## Leben
Phil Klay studierte Kreatives Schreiben und Geschichte am Dartmouth College. Von 2005 bis 2009 diente er im U.S. Marine Corps und absolvierte von Januar 2007 bis Februar 2008 einen Auslandseinsatz als Public Affairs Officer in der irakischen Provinz Al-Anbar.
Nach seinem Militärdienst schrieb er sich für einen Master of Fine Arts-Studium am Hunter College in New York ein und besuchte den Veterans Writing Workshop der New York University. 2011 schloss er sein Studium ab. Seine Kurzgeschichte „Redeployment“ wurde noch im selben Jahr im Literaturmagazin Granta als Aufmacher der 9/11-Ausgabe Ten Years Later veröffentlicht. Unter demselben Namen erschien im Frühjahr 2014 sein literarisches Debüt, eine Kurzgeschichtensammlung über Erlebnisse im Irakkrieg.
Phil Klay veröffentlichte Beiträge in Zeitschriften und Magazinen, unter anderem in der New York Times und dem Wall Street Journal.
Klay lebt mit seiner Frau Jessica Alvarez im New Yorker Stadtteil Brooklyn.

## Rezeption
Einige Rezensenten sehen Klay als eine herausragende neue Stimme in der amerikanischen Literatur. Wegen seiner Vielschichtigkeit und literarischen Qualität gilt Wir erschossen auch Hunde als zeitloser Klassiker. Klay wurde mit Autoren wie Ernest Hemingway, Joseph Conrad, Tim O’Brien und Erich Maria Remarque verglichen.

## Publikationen
Romane
- Den Sturm ernten. Deutsch von Hannes Meyer, Suhrkamp Verlag, Berlin 2021, ISBN 978-3-518-43003-3.[3]

Kurzgeschichten
- Wir erschossen auch Hunde. Deutsch von Hannes Meyer, Suhrkamp Verlag (Suhrkamp Nova), Berlin 2014, ISBN 978-3-518-46543-1 (Originaltitel: Redeployment. Penguin Books, New York 2014)[4]
- „Redeployment“. In: Granta. Nr. 116. 18. August 2011. (wiederveröffentlicht in der Sammlung Matt Gallagher, Roy Scranton (Hrsg.): Fire and Forget: Short Stories from the Long War. Da Capo Press, Boston, 2013)

Essaysammlungen
- Uncertain Ground: Citizenship in an Age of Endless, Invisible War. Penguin, New York 2022, ISBN 978-0-593-29924-1.

Beiträge in Zeitschriften und Magazinen
- Treat Veterans With Respect, Not Pity. In: The Wall Street Journal. 23. Mai 2014, abgerufen am 1. September 2014.
- After War, a Failure of the Imagination. In: The New York Times. 8. Februar 2014, abgerufen am 1. September 2014.
- Tour Guide. In: Granta Nr. 124. 15. August 2013, abgerufen am 1. September 2014.
- The ‘Soldier’ with the Bazooka: World War II, Iraq, and a Story of the Good War. In: The Daily Beast. 5. Juli 2013, abgerufen am 1. September 2014.
- A War, Before and After, Part 4. In: The New York Times Opinionator. 19. März 2013, abgerufen am 1. September 2014.
- How We Mourned, Why We Fought: A Marine remembers his comrades' sacrifice, country's growing pains. In: New York Daily News. 11. September 2011, abgerufen am 1. September 2014.
- Death and Memory. In: The New York Times Opinionator. 28. Oktober 2010, abgerufen am 1. September 2014.